# Diego Aravena
Diego Sebastián Aravena Ramírez, noto semplicemente come Diego Aravena (Pudahuel, 30 dicembre 1996), è un calciatore cileno, centrocampista svincolato.

## Carriera
Ha giocato nella prima divisione cilena.